# Enoplolaimus filiformis
Enoplolaimus filiformis är en rundmaskart. Enoplolaimus filiformis ingår i släktet Enoplolaimus, och familjen Enoplidae. Arten är reproducerande i Sverige.